# Montirone
Montirone (lombardul: Muntirù) település Olaszországban, Lombardia régióban, Brescia megyében. Lakosainak száma 5061 fő (2023. január 1.). Montirone Bagnolo Mella, Ghedi, Borgosatollo és Poncarale községekkel határos.

## Népesség
A település lakossága az elmúlt években az alábbi módon változott:
| Lakosok száma | 5131 | 5097 | 5061 |
|               | 2017 | 2018 | 2023 |